# 萨图瓦恰里
萨图瓦恰里（Sathuvachari），是印度泰米尔纳德邦Vellore县的一个城镇。总人口45439（2001年）。

## 人口
该地2001年总人口45439人，其中男性22648人，女性22791人；0—6岁人口4568人，其中男2345人，女2223人；识字率79.35%，其中男性为84.00%，女性为74.72%。